# Championnat d'Espagne de hockey sur glace
Le championnat d'Espagne de hockey sur glace porte le nom de Primera División.

## Historique
Bien que le premier match de hockey sur glace d'une équipe espagnol ait eu lieu en décembre 1923, il faudra attendre le congrès de Madrid en 1971 pour voir la mise en place d'un championnat dans la péninsule ibérique. C'est donc le 20 janvier 1973 que débute cette compétition. Six équipes sont inscrites pour cette première édition : Real Sociedad San Sebastian, FC Barcelona hockey, Jaca, Valladolid, Puigcerdà et Madrid.
Les premières années, les équipes ne jouent qu'avec des joueurs espagnols, à la demande du club de Saint Sébastien qui préfère développer le hockey grâce à des joueurs du cru, plutôt que de faire appel à des mercenaires étrangers.
Le hockey sur glace connaîtra un essor difficile en Espagne avec en point d'orgue, la suspension du championnat entre 1986 et 1988. La majorité des clubs connaissaient alors de graves difficultés financières et les patinoires fermaient les unes après les autres. La Fédération espagnole pris alors la décision d'annuler les épreuves séniors afin d'assainir le développement de ce sport.
Pourtant, dès la saison 1978-1979, le champion d'Espagne fut convié à participer à la Coupe d'Europe. Bilbao s'inclinera lourdement face au champion des Pays-Bas (3-9, 2-21), mais l'Espagne était reconnu au niveau européen. C'est en 1982 qu'un club espagnol fut en mesure de passer le premier tour : Vizcaya Hockey Club élimine les Brûleurs de loups de Grenoble (7-2, 6-4).
Depuis, le hockey sur glace espagnol s'est bien développé, grâce à l'apport de joueurs et d'entraîneurs étrangers. Le nombre de licenciés progressa et les confrontations avec les clubs étrangers furent plus nombreux, ce qui apporta et apporte encore, beaucoup d'expériences aux joueurs espagnols.

## Liga Nacionales de Hockey Hielo

### Équipes engagées
| \| Barcelone Jaca Majadahonda Puigcerdà San Sebastian Vitoria-Gasteiz \| Localisation des clubs engagés en Liga Nacionales de Hockey Hielo. |
| Barcelone Jaca Majadahonda Puigcerdà San Sebastian Vitoria-Gasteiz                                                                          |

| Club           | Dernière montée | Patinoire                       | Capacité théorique | Nombre de saisons |
| -------------- | --------------- | ------------------------------- | ------------------ | ----------------- |
| FC Barcelone   | 1972            | Palau de Gel                    | 1 256              | 48                |
| CH Jaca        | 1972            | Pabellón de Hielo de Jaca       | 2 000              | 48                |
| Majadahonda HC | 1992            | Palacio de Hielo de Majadahonda | 865                | 28                |
| CG Puigcerdà   | 1956            | Palau de gel de Puigcerdà       | 1 450              | 64                |
| Txuri Urdin    | 1972            | Txuri Urdin Izotz Jauregia      | 1 200              | 48                |

### Autres clubs en activité
- CH Boadilla
- ARD Gasteiz
- CH Madrid

### Clubs disparus
- Anglet Hormadi
- CH Gel Barcelona
- CH Barcelona-Catalunya
- Nogaro Bilbao
- Casco Viejo Bilbao
- CH Las Palmas
- CH Leganés
- Nuria
- Portugalete
- Real Sociedad
- Séville
- CH Valladolid
- CH Vielha
- Escor Auto Avendaño

## Palmarès
- 1972-1973 : Real Sociedad San Sebastian
- 1973-1974 : Real Sociedad San Sebastian
- 1974-1975 : Real Sociedad San Sebastian
- 1975-1976 : Txuri Urdin San Sebastian
- 1976-1977 : Casco Viejo Bilbao
- 1977-1978 : Casco Viejo Bilbao
- 1978-1979 : Casco Viejo Bilbao
- 1979-1980 : Txuri Urdin San Sebastian
- 1980-1981 : Casco Viejo Bilbao
- 1981-1982 : Vizcaya Bilbao HC
- 1982-1983 : Vizcaya Bilbao HC
- 1983-1984 : Horcona CH Jaca
- 1984-1985 : Txuri Urdin San Sebastian
- 1985-1986 : CG Puigcerdà
- 1986-1987 : championnat annulé[1]
- 1987-1988 : championnat annulé
- 1988-1989 : CG Puigcerdà
- 1989-1990 : Txuri Urdin San Sebastian
- 1990-1991 : Horcona CH Jaca
- 1991-1992 : Txuri Urdin San Sebastian
- 1992-1993 : Txuri Urdin San Sebastian
- 1993-1994 : Horcona CH Jaca
- 1994-1995 : Txuri Urdin San Sebastian
- 1995-1996 : Horcona CH Jaca
- 1996-1997 : FC Barcelone
- 1997-1998 : Majadahonda HC
- 1998-1999 : Txuri Urdin San Sebastian
- 1999-2000 : Txuri Urdin San Sebastian
- 2000-2001 : Horcona CH Jaca
- 2001-2002 : FC Barcelone
- 2002-2003 : Horcona CH Jaca
- 2003-2004 : Horcona CH Jaca
- 2004-2005 : Horcona CH Jaca
- 2005-2006 : CG Puigcerdà
- 2006-2007 : CG Puigcerdà
- 2007-2008 : CG Puigcerdà
- 2008-2009 : FC Barcelone
- 2009-2010 : Horcona CH Jaca
- 2010-2011 : Horcona CH Jaca
- 2011-2012 : Horcona CH Jaca
- 2012-2013 : Escor Auto Avendaño
- 2013-2014 : Escor Auto Avendaño
- 2014-2015 : Horcona CH Jaca
- 2015-2016 : Horcona CH Jaca
- 2016-2017 : CH Txuri Urdin
- 2017-2018 : CH Txuri Urdin
- 2018-2019 : CH Txuri Urdin
- 2019-2020 : CG Puigcerdà
- 2020-2021 : FC Barcelone

## Participations européennes
Depuis 1978, les équipes espagnoles participent à la Coupe d'Europe. Les débuts furent effectués par le Casco Viejo Bilbao face à Heerenveen avec à la clef une défaite 3 à 9, en septembre 1978.
Le tableau ci-dessous reprend club par club les bilans en coupe d'Europe :
| Club               | Matchs Joués | Victoires | Nuls    | Défaites | Buts marqués | Buts marqués | Différence | Points |
| ------------------ | ------------ | --------- | ------- | -------- | ------------ | ------------ | ---------- | ------ |
| FC Barcelone       | 14           | 3         | 1       | 10       | 56           | 116          | -60        | 7      |
| CH Jaca            | 37           | 8         | 0       | 29       | 112          | 308          | -196       | 16     |
| CG Puigcerdà       | 18           | 0         | 1       | 17       | 31           | 182          | -151       | 1      |
| Txuri Urdin        | 22           | 2         | 2       | 18       | 39           | 258          | -219       | 6      |
| Casco Viejo Bilbao | 10           | 2         | 0       | 8        | 34           | 85           | -51        | 4      |
| Totaux             | 92           | 12 (13 %) | 4 (4 %) | 8 (83 %) | 230          | 890          | -660       | 28     |